# Emma Schmuziger-Dietrich
Emma Schmuziger-Dietrich (* 18. Juli 1866 in Lichtenstern (Württemberg); † 13. Oktober 1954 in Aarau) war eine schweizerische Lehrerin, Sozialarbeiterin und Pfarrfrau.

## Biographie
Emma war die Tochter des Oberlehrers Jakob Christian Dietrich und der Engelberta, geb. Duisberg († 1882). 1894 heiratete sie den Pfarrer Louis Schmuziger (1859–1922), Sohn des Seidenfabrikanten Louis Schmuziger-Zeller.
In Lichtenstern gab es eine Anstalt für erziehungsbedürftige Kinder und zur Ausbildung von Lehrern, wo die Eltern von Emma Dietrich als Hauseltern arbeiteten. 1872 wurde der Vater als Oberlehrer an eine Stuttgarter Schule gewählt. Emma wuchs in der pietistischen Familie mit fünf Geschwistern auf, in der stets auch Kinder von Verwandten und Missionsleuten ein und aus gingen. 1884 erwarb Emma Dietrich im württembergischen Seminar Markgröningen ihr staatliches Lehrerinnendiplom. Nach kurzen Stellvertretungen in Stuttgart wirkte sie von 1885 bis 1888 als Lehrerin am Töchterinstitut Thumm in Wilhelmsdorf. Sie kehrte dann auf Wunsch ihres Vaters zurück nach Stuttgart, wo sie zwei Jahre an seiner Schule unterrichtete.
Ein Schweizer Freundin bat sie dann, sie bei der Gründung ihres Töchterinstituts in Uster zu unterstützen. So kam Emma Dietrich in die Schweiz und leitete dieses Institut von 1891 bis 1894. Im selben Jahr heiratete sie Louis Schmuziger und lebte dann zwei Jahre als Pfarrfrau in Fleurier, wo ihr Mann in der deutschsprechenden Diasporagemeinde des Val de Travers zuerst die Stellvertretung des erkrankten Pfarrers übernommen hatte und später dessen Nachfolger wurde.
1896 wurde das Ehepaar Schmuziger an die Evangelische Kapellengemeinde in Aarau berufen. In ihrer gütigen und humorvollen Art stellte sich Emma Schmuziger-Dietrich als tatkräftige Pfarrfrau nicht nur in ihrer Gemeinde in den Dienst christlicher Nächstenliebe, sei es in der Sonntagschule, im Töchterverein und beim Blauem Kreuz, sondern engagierte sich in vielfältiger Weise auch weit über die Grenzen der Stadt und des Kantons hinaus. Ihrer Initiative hat Aarau eine ganze Anzahl seiner Fürsorgeeinrichtungen zu verdanken: Das «Martaheim», die Kinderkrippe, das evangelische Zufluchtshaus «Heimgarten» und das Frauenasyl im Zelgli sind auf ihre Anregung hin entstanden und wurden von ihr mit grossem persönlichen Einsatz betreut. 1909 gründete Emma Schmuziger in Rombach das Mädchenheim «Obstgarten», später folgte das Frauenheim «Ulmenhof» bei Ottenbach. Daneben übernahm sie weitere Aufgaben in der Frauenhilfe und dem Verein Freundinnen junger Mädchen.
Von 1910 bis 1931 präsidierte sie den Verband deutschschweizerischen Frauenvereine zur Hebung der Sittlichkeit, der 1929 zum Schweizerischen Evangelischen Verband Frauenhilfe umbenannt wurde. Unter ihrer engagierten, weitblickenden Leitung übte der Verband massgebenden Einfluss auf manche Gesetzgebung zum Kinder- und Frauenschutz aus. Durch Vorträge und an Mütter- und Frauenabenden rief sie die Frauen der Schweiz immer wieder persönlich zur Mitarbeit auf. Sie stand in regem Kontakt mit allen evangelischen kirchlichen Kreisen und auf ihr von gesundem Menschenverstand und vom Glauben getragenes Urteil wurde gehört.
1928 lud Emma Schmuziger die schweizerischen Pfarrfrauen zu einer ersten, dann jährlich stattfindenden Pfarrfrauentagung ein. Sie stellte Gottes Wort in den Mittelpunkt dieser Zusammenkünfte und gab den Anwesenden die Möglichkeit zur Besinnung und zur persönlichen Entwicklung in ihrer Rolle als Ehefrau und Mutter. Schmuziger leitete diese ständig wachsenden Versammlungen bis 1942. 1945 schwanden ihre Kräfte und sie gab ihre Aufgaben nach und nach ab.